# Kim Un-su
Kim Un-su (* 1972 in Busan, Südkorea) ist ein südkoreanischer Thriller-Autor.
Kim Un-su erhielt für seinen ersten Roman Cabinet den Munhakdongne-Preis. 2018 erschien mit Die Plotter sein 2010 im Original erschienener Thriller Seolgyejadeul auf Deutsch. Kim studierte Literatur an der Kyung-Hee-Universität.
Sein Roman Heißes Blut wurde 2022 von Cheon Myeong-kwan verfilmt.

## Werke
- 2006: Cabinet (캐비닛)
- 2010: Die Plotter (설계자들 Seolgyejadeul)
- 2013: Jaep (잽)
- 2016: Heißes Blut (뜨거운 피 Tteugeoun Pi)